# Louis Isaac Pierre Hilaire Doret
Pour les articles homonymes, voir Doret.
Louis Isaac Pierre Hilaire Doret, né à Cognac le 13 janvier 1789 et mort à Paris le 1er février 1866, est un officier de marine et administrateur colonial français.

## Biographie
Entra de bonne heure comme mousse dans la marine de l'État, passa enseigne en 1812, et aspirant de 1er classe en 1815. Étant à l'île d'Aix au moment de l'arrivée de Bonaparte à Rochefort après sa seconde abdication, il lui offrit de le transporter secrètement aux États-Unis : cette proposition le fit rayer des cadres de la marine.
Le gouvernement de Juillet rappela Doret au service de l'État, et le nomma lieutenant de vaisseau en mars 1831. Chef d'état-major de la flotte sous les ordres de l'amiral Baudin, il prit part à l'attaque de San Juan de Ulúa en 1838, passa capitaine de corvette le 14 juin 1839, et fit une croisière dans les mers d'Afrique. Capitaine de vaisseau en 1844, il prit sa retraite peu après, et se fixa à Brest.
En 1849, le gouvernement le nomma Gouverneur de La Réunion. Il permit la colonisation des plaines des Palmistes et des Cafres. Le 27 mars 1852, un décret du Prince-Président réglementa sur de nouvelles bases le travail des affranchis que Doret promulgua à la Réunion le 28  avril . La règlementation est fondée sur l'obligation d'un livret de travail ou d'un acte d'engagement pour les affranchis.
Commandeur de la Légion d'honneur en 1850, il fut nommé Sénateur du Second Empire le 4 mars 1853.
Il est le gendre de François-Marie-Charles Ollivier, Gouverneur du Sénégal.